# Satisfy My Soul
Satisfy My Soul è un brano musicale di Malika Ayane, pubblicato come secondo singolo estratto dall'album del 2010 Grovigli.

## Il brano
La canzone è stata scritta da Malika Ayane e Ferdinando Arnò, quest'ultimo anche produttore del pezzo, e resa disponibile per il download digitale e per l'airplay radiofonico a partire dal 30 aprile 2010, nelle classifiche radiofoniche è entrata tuttavia solo al finire della settimana iniziata il 7 maggio. Il testo della canzone, scritto in inglese e dalla forte componente autobiografica è stato concepito dalla cantante durante il suo tour estivo del 2009. In merito la cantante ha dichiarato che si è trattata di una scrittura del tutto impulsiva, in cui ha scritto tutto ciò che le era capitato da luglio a settembre.

## Il videoclip
Il videoclip, diretto da Federico Brugia, mostra la cantante che interpreta tre di diverse se stessa: una donna abbandonata, un'esistenzialista dark e una super dominatrice.

### Formazione
- Malika Ayane - voce
- Barny Barnicott - tastiera, cori
- Ferdinando Arnò - tastiera
- Anthony Whiting - chitarra
- Luca Colombo - chitarra
- Cesare Chiodo - basso
- Lele Melotti - batteria